# Port lotniczy Asturia
Port lotniczy Asturia – lotnisko w miejscowości Santiago del Monte, położone w regionie Asturia, w północnej Hiszpanii. Położone jest 15 km od Avilés, 40 km od Gijón i 47 km od Oviedo. W 2006 obsłużyło 1,3 mln pasażerów.

## Linie lotnicze i połączenia
| Linia lotnicza  | Kierunek |
| --------------- | --- |
| Binter Canarias | 1. Gran Canaria 2. Teneryfa-Północ |
| Iberia          | 1. Madryt 2. Palma de Mallorca Sezonowo: 1. Gran Canaria 2. Teneryfa-Północ |
| Iberia Express  | Sezonowo: 1. Gran Canaria 2. Teneryfa-Północ 3. Walencja |
| Lufthansa       | 1. Frankfurt 2. Monachium |
| Ryanair         | 1. Bruksela-Charleroi 2. Dublin 3. Londyn-Stansted 4. Rzym-Fiumicino 5. Weeze |
| Volotea         | 1. Alicante 2. Barcelona 3. Mediolan-Bergamo 4. Lizbona 5. Malaga 6. Palma de Mallorca 7. Sewilla 8. Teneryfa-Południe 9. Walencja Sezonowo: 1. Fuerteventura 2. Grenada 3. Gran Canaria 4. Ibiza 5. Lanzarote 6. Menorka 7. Murcja 8. Wenecja |
| Vueling         | 1. Alicante 2. Amsterdam 3. Barcelona 4. Gran Canaria 5. Lanzarote 6. Londyn-Gatwick 7. Malaga 8. Palma de Mallorca 9. Paryż-Orly 10. Sewilla 11. Teneryfa-Północ Sezonowo: 1. Ibiza                                                           |